# Rudolf Hinterleitner

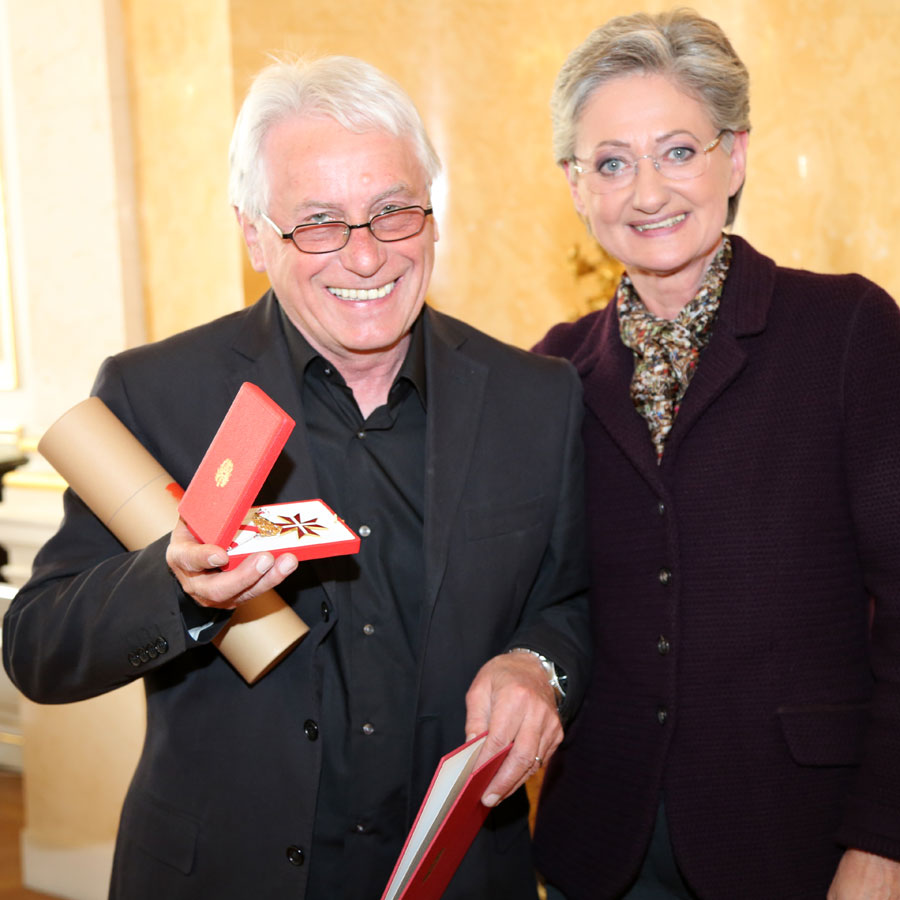
Rudolf Hinterleitner mit Claudia Schmied bei der Überreichung des Goldenen Ehrenzeichens für Verdienste um die Republik Österreich (2013)

Rudolf Karl Hinterleitner (* 14. September 1946 in Graz) ist ein österreichischer Journalist und Herausgeber verschiedener Zeitungen. 

## Leben
Hinterleitner absolvierte eine Lehre zum Schwachstromelektriker. Die Arbeit als Elektriker führte ihn in die Sportredaktion der Kleinen Zeitung. 1965 begann er in der Sportredaktion der Kleinen Zeitung zu arbeiten.
1987 gründete Hinterleitner mit Partnern die Zeitung, „der Grazer“. 
Aus diesem Projekt entsprangen später die Gratis-Printmedien „der neue Grazer“ und „der neue Steirer“ sowie das Privatradio „107,5 – das Grazer Radio“ und der „G+S Zeitungsverlag“.  Nach dem Verkauf des Verlages gründete Hinterleitner die Gratiszeitung „Graz im Bild“. Diese wurde 2006 vom Styria-Konzern gekauft und im August 2007 eingestellt. Daneben arbeitete Hinterleitner für die Sportredaktion der österreichischen Tageszeitung Kurier. Hinterleitner kehrte schließlich in den Styria-Konzern zurück, wo er bis Ende 2012 als Konsulent tätig war. Mit April 2013 übernahm er die Co-Geschäftsführung des STaZ-Verlages, der die Gratiszeitung „Grasz lieve - meine Stadtzeitung“ herausgibt.
Neben seiner journalistischen Laufbahn hat er auch über Jahrzehnte  Veranstaltungen in Graz  organisiert. Dazu zählen unter anderen das „Knirpsturnier“, das „Liebenauer Hallenturnier“, der „Feiertag des Sports“, „Public Viewings“ von Fußballgroßereignissen, der „Grazer Frauenlauf“, der „Grazer Halbmarathon“, der „Silvesterlauf“ und der „10-Euro-Ball“.

## Familie
Seit 1978 ist Hinterleitner in zweiter Ehe mit der Grafikerin Ulrike Hinterleitner verheiratet. Aus erster Ehe hat er einen Sohn, aus zweiter Ehe eine Tochter.

## Auszeichnungen
- 2013: Goldenes Ehrenzeichen für Verdienste um die Republik Österreich[1]